# Dariusz Zawilski
Dariusz Zawilski (ur. 14 marca 1930 we Włodzimierzu Wołyńskim) – polski reżyser filmów animowanych związany ze Studiem Małych Form Filmowych „Se-Ma-For” w Łodzi. Członek Stowarzyszenia Filmowców Polskich.

## Życiorys
Zawilski w 1956 ukończył studia na Wydziale Architektury Wnętrz Państwowej Wyższej Szkoły Sztuk Plastycznych w Łodzi. W 1957 podjął współpracę z wytwórnią filmową „Se-Ma-For”, początkowo jako animator oraz asystent reżysera. Jego debiut reżyserski miał miejsce w 1971, kiedy wyreżyserował "Misia w kosmosie” – odcinek serialu „Przygody misia Colargola”, realizowany pod kierownictwem Tadeusza Wilkosza.

## Filmografia

### Reżyser odcinków seriali
- „Przygody misia Colargola” (1971–1974),
- „Przygody misia Uszatka” (1975–1986),
- „Opowiadania Muminków” (1981),
- „Trzy misie” (1982–1983),
- „Kolorowy świat Pacyka” (1985–1988),
- „Maurycy i Hawranek” (1989–1990),
- „Kasztaniaki” (1990–1997),
- „Mały pingwin Pik-Pok” (1991).

### Współreżyser filmów
- „Colargol na Dzikim Zachodzie” (1976),
- „Colargol zdobywcą kosmosu” (1978),
- „Colargol i cudowna walizka” (1979),
- „Szczęśliwe dni Muminków” (1983)[2].

## Nagrody
- Nagroda Miasta Łodzi za „Przygody Misia Colargola” (1972, nagroda zespołowa),
- Międzynarodowy Festiwal Filmowy dla Dzieci i Młodzieży w Paryżu, „Złota Kurka” za „Przygody Misia Colargola” (1972, nagroda zespołowa),
- Nagroda Prezesa Rady Ministrów – z twórczość dla dzieci za twórczość dla dzieci dla zespołu realizatorów serialu „Przygody Misia Colargola” (1974),
- Nagroda „Sowietskiego Ekranu” (dwutygodnik) za film „Colargol zdobywcą kosmosu” (1982),
- Nagroda Prezesa Komitetu ds. Radia i Telewizji dla zespołu realizatorów serialu „Przygody Misia Uszatka” (1986)[1].